# 8-ма кавалерійська дивізія (Австро-Угорщина)
8-ма кавалерійська дивізія (нім. 8. Kavalleriedivision, 8. KD.) — входила до складу 11-го армійського корпусу Австро-Угорського війська.

## Організація дивізії у серпні 1914
- Штаб-квартира 8-ї кавалерійської дивізії розташовувалася у Станиславові.
  - Командувач — фельдмаршал-лейтенант Едлер фон Леманн.
- 13 кавалерійська бригада
- 15 кавалерійська бригада
- 6 рота кінної артилерії (включені її 2-га і 3-тя батареї, 1-ша батарея була в складі 5-ї кавалерійської дивізії Гонведу).
- Кулеметне відділення (4 станкових кулеметів, 3 офіцерів і 57 солдат служби)

### Казарми дивізії у Станиславові
У 1883 році на вулиці Національної Гвардії (теперішня назва) — зведені бараки й конюшні австро-угорського 11-го армійського корпусу:
- військова частина була на тому місці, де сьогодні знаходиться заочне відділення Прикарпатського юридичного інституту МВС,
- конюшні — через дорогу на місці головного корпусу інституту.

Завдяки вигідному розташуванню міста, на той час у Станіславові знаходилося найбільше військових з'єднань 11-го армійського корпусу після Львова. Командування корпусу мало наміри ще розширити кавалерійську частину і 16 вересня 1890 року звертається до магістрату королівського міста Станиславів із проханням:
|  | Попри те, що Вами відхилені численні листи військового командування щодо будівництва казарм для двох, а за можливістю, трьох ескадронів штабу дивізії, командування корпусу вірить, що високоповажний магістрат об’єктивно віднесеться до питання їх спорудження. |

Магістрат погодився і вже незабаром розпочалося будівництво двох казарм, які у наш час[коли?] є першим та другим навчальними корпусами інституту.
У роки Першої світової війни, декілька раз переходило місто росіянам. Військова частина стала базовою для їхньої кінноти, а під час Другої світової війни — в казармах розташовувалися німецькі війська.